# دانيال غيغوير
دانيال غيغوير هو سياسي كندي، ولد في 5 أغسطس 1957. نشط حزبياً في الحزب الليبرالي الكندي.